# Формальная школа
Формальная школа — новаторское направление советского (российского) литературоведения 1920-х годов, которое развивали как члены ленинградского ОПОЯЗа (В. Б. Шкловский, Ю. Н. Тынянов, Б. М. Эйхенбаум и др.), так и участники Московского лингвистического кружка (Р. О. Якобсон, Г. О. Винокур и др.).  Многие их установки разделяли учёные из Государственного института истории искусств в Ленинграде – В. М. Жирмунский, В. В. Виноградов, Б. В. Томашевский.
Формальная школа литературоведения развивала формальный метод, который сложился в европейском искусствознании и филологии на рубеже XIX—XX веков (Г. Вёльфлин, О. Вальцель, В. Дибелиус, Л. Шпитцер), и сознательно противопоставляла себя как эклектизму традиционного академического литературоведения, так и философским и импрессионистическим подходам начала XX века, которые преимущественно фокусировались на идейно-содержательной стороне произведений. Вместо этого формалистов интересовал эстетический анализ художественной формы, или «поэтического языка». Они видели в форме литературного произведения ключ к специфике литературы как вида искусства (её «литературности») и рассчитывали преобразовать литературоведение в точную науку. 

## История и влияние
Пробуждению интереса к вопросам художественной формы в России способствовали как работы символиста А. Белого о русском стихе, так и эстетические установки футуризма и акмеизма. Становление формальной школы относят к периоду 1916—1920 годов и связывают с появлением основополагающих работ — «Как сделана „Шинель“ Гоголя» Б. Эйхенбаума (1919) и «Искусство как приём» В. Шкловского (1917), который подверг резкой критике подход к искусству (и литературе, в частности) как к «системе образов». 
Уже к концу 1920-х годов наметился частичный отход от крайностей первоначальных установок, а также возникли расхождения во взглядах между участниками движения. Это привело к угасанию школы как единого направления. Тезис Шкловского об искусстве как сумме приёмов художника (который может быть прослежен к такой ранней работе, как «Воскрешение слова» 1914 года) последовательно проводился им и в дальнейшем (хотя и с существенными уточнениями). Прочие так называемые «формалисты» разделяли его в разной степени, либо (как Томашевский) отрицали полностью.
В отдельной главе своего труда «Литература и революция» (1923) один из руководителей Советского государства, Лев Троцкий, подверг формальный метод жёсткой критике, которая со временем переросла в травлю «формалистов» со стороны коммунистических идеологов и официозного литературоведения. После «проработочных» кампаний середины 1930-х годов само слово «формализм» превратилось в ругательство и статью политического обвинения (см. борьба с формализмом).
В то же время за рубежом идеи формалистов оказали значительное влияние на развитие филологии через исследования Пражской лингвистической школы, американской «новой критики» и позднейшие структурно-семиотические исследования (в том числе в рамках Московско-тартуской школы). Таким образом, формальный метод советского литературоведения 1920-х годов оказал влияние на появление как структурализма (в котором принял участие эмигрировавший Якобсон), так и постструктурализма, а также на развитие семиотики / семиологии.

## Основные идеи формалистов
- Искусство представляет собой систему «приёмов». Литературное произведение — это не выражение души или идеи, а конструкция, созданная с помощью тех или иных художественных методов и техник. Анализировать нужно именно эти приемы и их взаимодействие. Сконструированность художественной реальности (условность художественной формы) может быть продемонстрирована автором путём «обнажения приёма», которое намеренно разрушает иллюзию реальности изображаемого[2].
- Универсальный приём литературы — остранение (термин Шкловского), призванное нарушить автоматизм восприятия, сделать знакомое неузнаваемым. Это достигается необычностью формы, замедлением описания, сдвигом точки зрения и т. д. Например, эффект остранения может быть достигнут использованием сказа — художественной конструкции, создающей иллюзию живой, спонтанной, часто просторечной или диалектной речи рассказчика.
- Эволюция литературы через «канонизацию младших линий»: по Тынянову, литература развивается не плавно, а через смену доминирующих систем приемов. Новые направления («младшие линии») часто заимствуют и возводят в ранг высокого искусства приемы из низких, маргинальных жанров (например, футуристы — из лубка, частушки), вытесняя устаревшие каноны.
- Необходимо жёстко отграничивать материал (фабулу) от формы (сюжета). Фабула — это «сырая» действительность, события в их жизненной или хронологической последовательности, а сюжет — это художественно организованный и представленный материал. Из этого следует важный вывод: то, как рассказывается история (композиция, точка зрения, стиль), важнее того, что рассказывается[3]. Содержание — это результат применения формы к материалу.
- «Доминанта» (термин Якобсона): в произведении всегда есть организующий, главенствующий элемент (формальный прием, компонент), который подчиняет себе все остальные и определяет специфику целого (например, ритм в стихах, сюжетная конструкция в прозе).
- Функция элемента в системе: Значение любого элемента текста (слова, образа, приема) определяется не изолированно, а его функцией и местом внутри конкретной художественной системы данного произведения или литературного направления. Один и тот же элемент может иметь разную функцию в разных контекстах.
- Различие поэтического и практического языка: Поэтический язык — это язык, направленный на себя самого (самоценный), где форма становится содержанием. Практический язык, напротив, утилитарен и служит для передачи внеязыковой информации. Задача поэзии — «оживлять» язык, заставляя читателя замечать его материальность.